# 武石伸也
武石 伸也（たけいし しんや、1967年10月5日 - ）は、東京都出身のモーターサイクル・ロードレースライダー。

## 経歴
高校時代にアルペンスキーからオートバイに転向。サイクルショップに勤務の傍ら、倶知安のサーキットで技術を磨く。1991年より参戦した鈴鹿8時間耐久ロードレースで活躍。1992年、ホンダ系セミワークスチーム「ブルーフォックス」に加入し、ホンダのワークスマシン「RVF750」で全日本ロードレース選手権・TT-F1クラスに参戦。鈴鹿8耐では日本人初となるポールポジションを獲得し3位、1994年と1997年にも3位に入った。カワサキに移籍後、2002年を最後にレース界を離れ、自動車販売業に転身した。その後、2008年にレース復帰し、2009年の鈴鹿8耐では2位に入る。
2015年は、JSB1000クラスで1999年以来となる全日本ロードレース選手権へのフル参戦となった。